# Giacomo Rust
Giacomo Rust nebo Rusti (1741? Řím – 1786? Barcelona) byl italský hudební skladatel, patrně německého původu.

## Život
Není mnoho známo o Rustově mládí a hudebním vzdělání. Předpokládá se, že byl německého původu. Jako operní skladatel debutoval v roce 1763 v Benátkách v divadle Teatro San Moisè operou La contadina in corte komponovanou na libreto Niccola Tassiho. V krátké době si získal pověst vynikajícího operního skladatele nejen v Itálii, ale i v zahraničí. Dostal tak pozvání ke dvoru salcburského arcibiskupa a 12. června roku 1777 byl v Salcburku jmenován dvorním sbormistrem. Koncem následujícího roku však toto místo opustil a vrátil se do Benátek, kde pokračoval v kariéře operního skladatele. V roce 1783 přesídlil do Španělska. Působil v Barceloně jako maestro de capilla. Zemřel v Barceloně v roce 1783.

## Dílo
- La contadina in corte, dramma giocoso per musica (Niccolò Tassi, 1763, Benátky, Teatro San Moisè)
- La finta semplice, dramma giocoso (Pasquale Mililotti, 1772, Bologna, Teatro Formagliari)
- L'idolo cinese, dramma giocoso (Giovanni Battista Lorenzi, 1773, Benátky, Teatro San Samuele)
- Il conte Baccellone, dramma giocoso (Marco Coltellini podle La contessina Goldoniho, 1774, Benátky, Teatro San Moisè)
- I cavalieri lunatici, farsa (1774, Benátky, Teatro San Cassiano)
- L'amor bizzaro, dramma giocoso (Giovanni Bertati, 1775, Benátky, Teatro San Moisè)
- Li due amanti in inganno, dramma giocoso (1775, Benátky, Teatro San Cassiano)
- Alessandro nelle Indie, dramma per musica (Pietro Metastasio, 1775, Benátky, Teatro San Samuele´)
- Il baron in terra asciuta, dramma giocoso (1775, Benátky, Teatro San Samuele)
- Il Socrate immaginario, dramma giocoso (Giovanni Battista Lorenzi (1776, Benátky, Teatro San Samuele)
- Calliroe, dramma per musica (Mattia Verazi, 1776, Padova, Teatro Nuovo)
- Il Giove di Creta, dramma giocoso (1776, Benátky, Teatro San Cassiano)
- Li due protetti, dramma giocoso (Pier Antonio Bagliacca, 1776, Benátky, Teatro San Moisè)
- Il Parnaso confusa, festa teatrale (Metastasio, 1778, Salcburk, Hof)
- Vologeso, re de' Parti, dramma per musica (Apostolo Zeno, 1778, Benátky, Teatro San Benedetto)
- Il talismano, dramma giocoso (pouze 2. a třetí jednání, 1. jednání Antonio Salieri, Carlo Goldoni, 1779, Milán)
- L'isola capricciosa, dramma giocoso (Caterino Mazzolà, 1780, Benátky, Teatro San Samuele)
- Gli antiquari in Palmira, commedia per musica (Giuseppe Carpani, 1780, Milán, La Scala)
- Demofoonte, dramma per musica (Metastasio,1780, Florencie, Teatro della Pergola)
- Il castellano deluso (1781, Parma, Teatro Ducale)
- Artaserse, dramma per musica (Metastasio, 1781, Perugia, Teatro Civico)
- Adriano in Siria, dramma per musica (Metastasio, 1781, Turín, Teatro Regio)
- L'incognita fortunata, farsa (G. Ciliberti, 1782, Neapol, Teatro Fondo)
- L'incontri inaspettati (1783, Řím, Teatro Capranica)
- La caccia d'Enrico IV, dramma giocoso (A. Dian, 1783, Benátky, Teatro San Moisè)
- Il marito indolente, dramma giocoso (Caterino Mazzolà, 1784, Vídeň, Hoftheater)
- Berenice, dramma per musica (Jacopo Durandi, 1786, Parma)